# Aphrodite Les Folies: Live in London
Aphrodite Les Folies: Live in London é um álbum de vídeo correspondente e turnê do álbum Aphrodite. O show foi filmado em 3D durante as duas noites de show em Londres na The O2 Arena. Ele foi dirigido por William Baker.

## Resposta da critica
O álbum e o DVD receberam criticas positivas dos críticos especializados. Contactmusic fez uma avaliação positiva e o The Independent deu 4/5.

## Lista de faixas
| Aphrodite Les Folies: Live in London DVD |                                                  |          |  |
| N.º                                      | Título                                           | Duração  |  |
| 1.                                       | "The Birth of Aphrodite" (Intro)                 | 2:38     |  |
| 2.                                       | "Aphrodite"                                      | 4:39     |  |
| 3.                                       | "The One"                                        | 3:56     |  |
| 4.                                       | "Wow"                                            | 4:01     |  |
| 5.                                       | "Illusion"                                       | 6:49     |  |
| 6.                                       | "I Believe in You"                               | 3:15     |  |
| 7.                                       | "Cupid Boy"                                      | 5:35     |  |
| 8.                                       | "Spinning Around"                                | 3:40     |  |
| 9.                                       | "Get Outta My Way"                               | 3:38     |  |
| 10.                                      | "What Do I Have to Do"                           | 5:14     |  |
| 11.                                      | "Everything Is Beautiful"                        | 4:54     |  |
| 12.                                      | "Slow"                                           | 6:01     |  |
| 13.                                      | "Confide in Me" (Intro)                          | 2:38     |  |
| 14.                                      | "Confide in Me"                                  | 3:35     |  |
| 15.                                      | "Can't Get You Out of My Head"                   | 4:41     |  |
| 16.                                      | "In My Arms"                                     | 3:43     |  |
| 17.                                      | "Looking for an Angel"                           | 5:09     |  |
| 18.                                      | "Closer"                                         | 3:24     |  |
| 19.                                      | "There Must Be an Angel (Playing with My Heart)" | 4:37     |  |
| 20.                                      | "Love at First Sight"/"Can't Beat the Feeling"   | 4:14     |  |
| 21.                                      | "If You Don't Love Me"                           | 3:17     |  |
| 22.                                      | "Better the Devil You Know"                      | 7:18     |  |
| 23.                                      | "Better than Today"                              | 3:20     |  |
| 24.                                      | "Put Your Hands Up (If You Feel Love)"           | 4:03     |  |
| 25.                                      | "Million Dollar Mermaid" (Intro)                 | 1:52     |  |
| Duração total:                           | Duração total:                                   | 01:55:51 |  |

| Aphrodite Les Folies: Live in London CD 1 |                                  |         |  |
| N.º                                       | Título                           | Duração |  |
| 1.                                        | "The Birth of Aphrodite" (Intro) | 2:38    |  |
| 2.                                        | "Aphrodite"                      | 4:39    |  |
| 3.                                        | "The One"                        | 3:56    |  |
| 4.                                        | "Wow"                            | 4:01    |  |
| 5.                                        | "Illusion"                       | 6:49    |  |
| 6.                                        | "I Believe in You"               | 3:15    |  |
| 7.                                        | "Cupid Boy"                      | 5:35    |  |
| 8.                                        | "Spinning Around"                | 3:40    |  |
| 9.                                        | "Get Outta My Way"               | 3:38    |  |
| 10.                                       | "What Do I Have to Do"           | 5:14    |  |
| 11.                                       | "Everything Is Beautiful"        | 4:54    |  |
| 12.                                       | "Slow"                           | 6:01    |  |
| 13.                                       | "Confide in Me" (Intro)          | 2:38    |  |
| 14.                                       | "Confide in Me"                  | 3:35    |  |
| 15.                                       | "Can't Get You Out of My Head"   | 4:41    |  |
| 16.                                       | "In My Arms"                     | 3:43    |  |
| Duração total:                            | Duração total:                   | 68:54   |  |

| Aphrodite Les Folies: Live in London CD 2 |                                                  |         |  |
| N.º                                       | Título                                           | Duração |  |
| 1.                                        | "Looking for an Angel"                           | 5:09    |  |
| 2.                                        | "Closer"                                         | 3:24    |  |
| 3.                                        | "There Must Be an Angel (Playing with My Heart)" | 4:37    |  |
| 4.                                        | "Love at First Sight"/"Can't Beat the Feeling"   | 4:14    |  |
| 5.                                        | "If You Don't Love Me"                           | 3:17    |  |
| 6.                                        | "Better the Devil You Know"                      | 7:18    |  |
| 7.                                        | "Better Than Today"                              | 3:20    |  |
| 8.                                        | "Put Your Hands Up (If You Feel Love)"           | 4:03    |  |
| 9.                                        | "Million Dollar Mermaid" (Intro)                 | 1:52    |  |
| 10.                                       | "On a Night Like This"                           | 4:14    |  |
| 11.                                       | "All the Lovers"                                 | 5:30    |  |
| Duração total:                            | Duração total:                                   | 46:55   |  |

## Posições
| Parada (2011)                     | Melhor posição |
| --------------------------------- | -------------- |
| Australian DVD Chart              | 3              |
| Belgian Vlandern Top 10 DVD Chart | 8              |
| Belgian Wallonia Top 10 DVD Chart | 8              |
| Czech Music DVD Chart             | 7              |
| Dutch Music DVD Chart             | 16             |
| French Albums Chart               | 25             |
| Swedish Music Video Chart         | 19             |
| Parada (2011)                     | Melhor posição |
| French Albums Chart               | 94             |
| German Albums Chart               | 48             |
| Mexican Albums Chart              | 46             |
| Spanish Albums Chart              | 46             |
| UK Albums Chart                   | 72             |